# Мйольнір (Marvel Comics)
Мйольнір (англ. Mjolnir/Mjölnir) — вигадана магічна зброя, яка з'являється в американських коміксах Marvel Comics. Він зображується в цьому всесвіті як озброєння Тора й Джейн Фостер. Уперше з'являється в коміксі «Journey into Mystery #83» (серпень 1962). Мйольнір був створений Стеном Лі на основі однойменного молота зі скандинавської мітології та розроблений художниками Джеком Кірбі й Джо Сінноттом.

## Опис
Мйольнір зазвичай зображують як прямокутну сіру кувалду з короткою ручкою, що загорнута в коричневу шкіру, з петлею на кінці. Об'єкт заснований на Мйольнірі з міфів про Тора.

## Власники

### Земля-616
Список тих, хто коли-небудь володів Мйольніром (окрім Тора й Одіна):
- Роджер «Ред» Норвелл[1]
- Бета Рей Білл[2]
- Капітан Америка[3]
- Ерік Мастерсон[4]
- Бор (дід Тора)[5]
- Бурі (також відомий як Тіваз, прадід Тора)[6]
- Локі[7][8]
- Джейн Фостер[9]
- Руйнівник[10]
- Чорна пантера[11]
- Едді Брок[12]
- Диво-жінка[13]
- Супермен[14]

### Кіновсесвіт Marvel
Список тих, хто зміг підняти молот Тора:
- Одін
- Тор
- Гела
- Віжен
- Альтрон
- Джейн Фостер

## В інших медіа

### Кіновсесвіт Marvel

#### Фільми
- Мйольнір уперше в кіновсесвіті Marvel з'явився в сцені після титрів фільму «Залізна людина 2» (2010). Агент Філ Колсон повідомив організацію Щ.И.Т., що знайшов якийсь молот у пустелі в Нью-Мексико[15]
- У фільмі «Тор» (2011) молот використовує Тор, коли боровся з ордами Морозних велетнів у Йотунгеймі. Одін, батько Тора, позбавляє його сили й відправляє Тора в заслання разом з Мйольніром у Мідґард (Земля). Натовп збирається, намагаючись підняти його, але їм не вдається. Це привертає увагу Щ.И.Т.а. Тор врешті-решт знаходить Мйольнір. Однак теж не мав силу його підняти, поки не довів гідність, віддавши життям, коли протистояв Руйнівнику. Молот миттєво виліковує його, Тор використав зброю заради того, щоб перемогти Руйнівника. Коли Бог грому повернувся до Асґарду, він почав двобій з Локі й врешті-решт перемагає його та руйнує міст Біфрест.
- Тор використовував свій молот у бою протягом усього фільму «Месники» (2012). Мйольнір стикався в бою з бронею Залізної людини, з щитом Капітана Америки, з непробивною шкірою Галка, з Локі та солдатами Читаурі. Під час битви за Нью-Йорк він спрямовував блискавки з молота, щоб винищувати численні підкріплення Читаурі та їхніх Левіафанів.
- Фільм «Тор: Царство темряви» (2013) зображує, як Тор бився з темним ельфом Малекітом та його поплічниками.
- У фільмі «Месники: Ера Альтрона» (2015) Бог грому використовував Мйольнір у битві проти солдатів Гідри, б'ючи ним об щит Стіва Роджерса, щоб створити масивні ударні хвилі, здатні знищити танки. Коли Тор на вечірці кидає виклик іншим Месникам підняти Мйольнір. Усім не вдається це зробити, натомість Роджерсу вдалось трошки зрушити його, це шокує Тора[16]. З часом Старк і Баннер створюють Віжена. Месники з недовірою ставились до синтезоїда, поки він не підняв Мйольнір.
- У фільмі «Тор: Раґнарок» (2017) Тор використовує молот, щоб перемогти вогняного демона Суртура та його слуг. Коли Одін помирає, сестра Тора Гела втікає зі своєї в'язниці. Тор кидає в неї Мйольнір, але вона ловить і знищує його. Дослідження Тором походження Гели відкрили йому, що Мйольнір спочатку був її зброєю. Одін говорить Тору, що молот є засобом контролю над його силою і що він сам по собі не робить його Богом грому.
- У фільмі «Месники: Завершення» (2019) Тор отримує альтернативну версію Мйольніра в альтернативному 2013 році, коли він з Єнотом Ракетою намагався вкрасти один з Каменів Нескінченності та врешті-решт скасувати Блим. Тор бере з собою Мйольнір, коли повернувся до основної хронології, і використовує його під час битви з альтернативним Таносом. Тор поєднує його з Громобоєм, щоб зарядити броню Залізної людини. Коли Танос перемагає Бога грому і ледь не вбиває його, Стів Роджерс використовує Мйольнір, щоб урятувати життя Тору й підтверджує підозри щодо гідності Капітана Америка. Роджерс бореться з Таносом, поєднуючи молот зі своїм щитом для наступальних і оборонних комбінованих атак. Стів також вміє викликати блискавки. Під час останньої битви з альтернативним Таносом і всією його армією, Роджерс використовує Мйольнір, коли веде Месників та їхніх союзників у бій. Після поразки Таноса Капітан Америка повертає Мйольнір до рідної хронології.

#### Серіали
- У п'ятому епізоді («Подорож у таємницю») серіалу «Локі» (2021) для сервісу Disney+ з'явилась версія Мйольніра в альтернативній розореній лінії часу (Порожнеча). Молот належав Троґові[17].
- Альтернативна версія молоту з'являлась у двох епізодах мультсеріалу «А що як…?» для сервісу Disney+. В епізоді «А що як... Т'Чалла став би Зоряним Лицарем?» як частина колекції Колекціонера на Ніденії[18]. В епізоді «А що як... Тор був би єдиною дитиною?», де Тор використовував Мйольнір у битві проти Капітана Марвел. З незрозумілих причин він залишається єдиним, хто може підняти його в цьому всесвіті[19].